# Amad Al Hosni
Amad Ali Suleiman Al Hosni (Mascate, 18 luglio 1984) è un ex calciatore omanita, di ruolo attaccante.

## Carriera

### Nazionale
Ha collezionato più di 100 presenze con la maglia della propria Nazionale.